# Serra Espunya

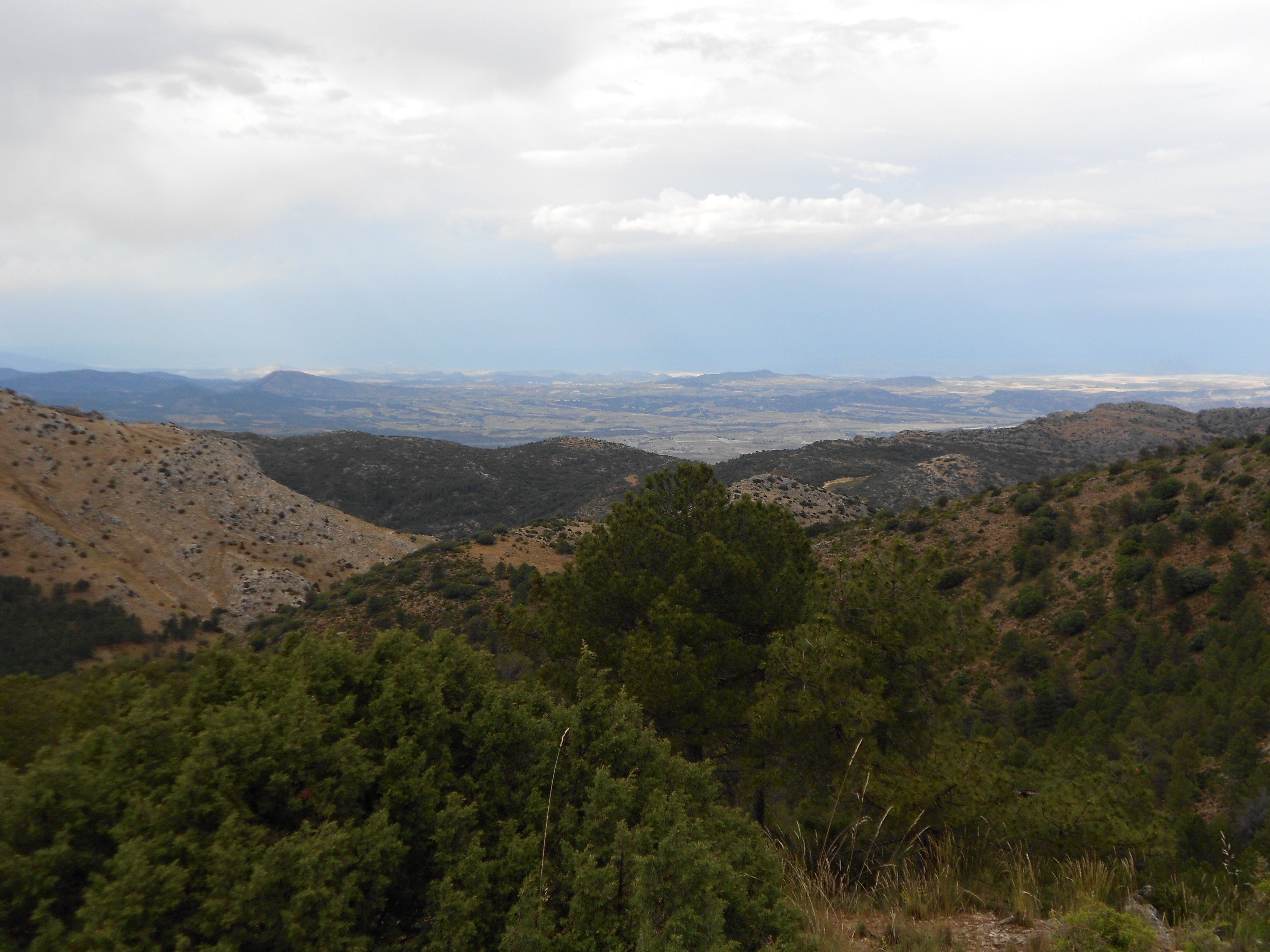
Serra Espunya

La serra d'Espuña és un parc regional de Múrcia situat entre els municipis d'Alhama de Múrcia, Totana, Aledo i Mula. Pertany a la Serralada Bètica i es troba en el seu extrem més oriental, dins de la conca del Segura. El Parc Regional de la Serra d'Espuña té una superfície de 17.804 hectàrees i de més de 25.000 comptant-hi tot el conjunt muntanyós. L'any 1931, la serra d'Espuña va ser declarada d'interès cultural i el 1992 es va incloure en la llista de parcs regionals.
La serra d'Espuña es considera Zona d'Especial Protecció per a les Aus (ZEPA) i Lloc d'Importància Comunitària (LIC).
Entre els seus ambients destaquen els boscos, els barrancs, els rierols i les fonts, els cims i els cultius.